# Eustomias polyaster
Eustomias polyaster är en fiskart som beskrevs av Parr 1927. Eustomias polyaster ingår i släktet Eustomias och familjen Stomiidae. Inga underarter finns listade i Catalogue of Life.